# Déjanire enlevée par le centaure Nessus
Déjanire enlevée par le centaure Nessus est un tableau réalisé par le peintre italien Guido Reni entre 1620 et 1621. De format vertical, cette huile sur toile est une peinture mythologique qui représente Déjanire pendant son enlèvement par le centaure Nessus, sous le regard d'Hercule. L'œuvre est une commande passée en 1617 par Ferdinand Gonzague, qui la destine à une pièce de la villa La Favorita (it), à Mantoue. Achetée par Louis XIV à Everhard Jabach en 1662, elle est conservée au musée du Louvre, à Paris, en France.